# Playa de El Cuerno (Castrillón)
La Playa de El Cuerno (Castrillón) es una playa que se encuentra ubicada según Alejandro del Río en San Martín de Laspra, aunque otros autores la ubican en Salinas (Castrillón), e incluso en Arnao. De lo que sí parecen estar todos de acuerdo es de su pertenencia al concejo de Castrillón (Asturias, España).

## Descripción
Se trata de una pequeña playa en forma de concha, con unas dimensiones de 100 metros de longitud y una anchura muy variable por el efecto de las mareas siendo aproximadamente los 25 metros la anchura media.
Está compuesta de grava y arena oscura de grano grueso.
La separa de la cercana playa de Salinas un promontorio rocoso y acantilado, denominado La Peñona, sobre el cual se ha construido el parque en el que se encuentra expuesta la colección que conforma el conocido museo de anclas Philippe Cousteau.
Se trata de una playa de peligrosidad media, situada en una zona residencial, con atractivos paisajes y zonas recreativas, pese a no contar con ningún tipo de servicio. Durante la bajamar se une a un islote del que ha recibido el nombre.